# Şehr-i Hüzün
A Şehr-i Hüzün a maNga együttes második nagylemeze, mely 2009. december 29-én jelent meg Törökországban, a Sony Music Entertainment kiadásában.

## Számlista
| #   | Cím                         | Angol fordítás                     | Hossz |
| --- | --------------------------- | ---------------------------------- | ----- |
| 1.  | Gün Doğumu                  | Sunrise                            | 1:54  |
| 2.  | Beni Benimle Bırak          | Leave Me with Myself               | 3:29  |
| 3.  | Dünyanın Sonuna Doğmuşum    | I Was Born at the End of the World | 4:19  |
| 4.  | Cevapsız Sorular            | Unanswered Questions               | 4:31  |
| 5.  | Evdeki Ses                  | Noise in the House                 | 3:05  |
| 6.  | Her Aşk Ölümü Tadacak       | Every Love Will Taste Death        | 3:42  |
| 7.  | Şehr-i Hüzün                | City of Sadness                    | 1:03  |
| 8.  | Hayat Bu İşte               | This Is Life                       | 5:06  |
| 9.  | Üryan Geldim                | I Have Come Undressed              | 4:40  |
| 10. | Tek Yön Seçtiğim Tüm Yollar | All the Roads I Chose are One Way  | 4:00  |
| 11. | Gecenin Ritmi               | The Rhythm of the Night            | 1:26  |
| 12. | Hepsi Bir Nefes             | It's All One Breath                | 4:42  |
| 13. | Sessizlik Sona Erdi         | The Silence Has Ended              | 2:59  |
| 14. | Kaçamak Faslı               | Equivocation Chapter               | 1:02  |
| 15. | Alışırım Gözlerimi Kapamaya | I'll Get Used to Closing my Eyes   | 5:53  |
| 16. | Gün Batımı                  | Sunset                             | 6:52  |